# 1988년 하계 올림픽 그레나다 선수단
1988년 하계 올림픽 그레나다 선수단은 대한민국 서울에서 개최된 1988년 하계 올림픽에 참가한 올림픽 그레나다 선수단이다.

## 출전 선수
| 종목 | 남자 | 여자 | 전체 |
| ---- | ---- | ---- | ---- |
| 육상 | 0    | 2    | 2    |
| 복싱 | 4    | –    | 4    |
| 전체 | 4    | 2    | 6    |

## 육상
| 선수 | 세부 종목 | 1차 예선 | 1차 예선 | 2차 예선 | 2차 예선 | 준결선 | 준결선 | 결선 | 결선 |
| 선수 | 세부 종목 | 기록     | 순위     | 기록     | 순위     | 기록   | 순위   | 기록 | 순위 |

## 같이 보기
- 올림픽 그레나다 선수단